# Río de los Remedios (estación)
Río de los Remedios es una de las estaciones que forman parte del Metro de Ciudad de México, perteneciente a la Línea B. Se ubica al oriente del Estado de México, en el límite de los municipios de Ecatepec de Morelos y Nezahualcóyotl.

## Información general
Se llama así por estar situada en la avenida y el canal del mismo nombre. Está ubicada en la colonia Valle de Aragón. El ícono de la estación es un velero con una corona.
El río de los Remedios era una de las pocas corrientes fluviales todavía existentes de la Ciudad de México. Este río, junto con otros, forman parte de la cuenca del río Moctezuma en la región hidrológica del Pánuco. Según datos de la Comisión Nacional del Agua; mezcla sus aguas con las del gran canal de desagüe que proviene del Distrito Federal en un distribuidor, a partir del cual, el gran canal continúa hacia el norte y el río de los Remedios hacia el oriente, con la construcción del nuevo aeropuerto internacional de la Ciudad de México (NAICM) fue entubado y secado en el año 2017, para la conexión con la autopista Naucalpan - Ecatepec - Ecatepec - México Texcoco, tras la cancelación del proyecto en octubre de 2020 tras una consulta popular organizada por el presidente electo Andrés Manuel López Obrador, se detuvieron las obras, que serían detonantes de la economía y urbanización de las zonas beneficiadas, actualmente se encuentra seco y sus obras inconclusas y descuidadas.
El río de marras, junto con el canal de Sales y arroyos intermitentes, funcionan como colectores y presentan un alto grado de contaminación al pasar por zonas habitacionales e industriales, por lo que la calidad del agua se va deteriorando paulatinamente, en virtud de las numerosas descargas residuales que se incorporan en su trayecto y que contienen una concentración importante de sustancias nocivas como metales pesados, solventes, ácidos, grasas y aceites, entre otros.
Una particularidad de la estación es que durante la temporada de lluvias, y debido a su cercanía a un canal de aguas negras, cuando hay lluvias fuertes el agua rebasa la barra guía electrificada, por lo que el servicio tiene que ser suspendido.
Este problema se resolvió al construirse los puentes de acceso al "Circuito Mexiquense" que cruzan el Río de los Remedios en el 2011.

## Afluencia
En su correspondencia con la línea B el número total de usuarios, en esta estación, para el 2014 fue de 7,180,385 usuarios, el número de usuarios promedio para el mismo año fue el siguiente:
| Tipo de día   | Afluencia promedio |
| ------------- | ------------------ |
| Día festivo   | 11,494             |
| Día laboral   | 21,738             |
| Fin de semana | 15,375             |
| Anual         | 19,672             |

Aunque se debe hacer hinacapie que siempre es ineficiente el servicio de metro para la cantidad de usuarios que existen. En un día promedio el traslado de Ecatepec de Morelos a San Lázaro es de una hora, en días lluviosos o de quincena tarda una hora y media
Y así se ha visto la afluencia de la estación en los últimos 10 años:
| Afluencia Anual de Pasajeros | Afluencia Anual de Pasajeros | Afluencia Anual de Pasajeros | Afluencia Anual de Pasajeros | Afluencia Anual de Pasajeros | Afluencia Anual de Pasajeros |
| ---------------------------- | ---------------------------- | ---------------------------- | ---------------------------- | ---------------------------- | ---------------------------- |
| Año                          | Afluencia                    | A Diario                     | Puesto                       | Aumento%                     | Ref.                         |
| 2023                         | 5,504,499                    | 15,080                       | 84°/195                      | +0.92%                       | [ 3 ]                        |
| 2022                         | 5,454,050                    | 24,868                       | 77°/195                      | +13.96%                      | [ 3 ]                        |
| 2021                         | 4,785,870                    | 13,111                       | 55°/195                      | -10.65%                      | [ 4 ]                        |
| 2020                         | 5,356,590                    | 14,635                       | 55°/195                      | -26.93%                      | [ 5 ]                        |
| 2019                         | 7,330,993                    | 20,084                       | 89°/195                      | -5.87%                       | [ 6 ]                        |
| 2018                         | 7,787,996                    | 30,696                       | 83°/195                      | +21,336%                     | [ 7 ]                        |
| 2017                         | 7,678,199                    | 21,036                       | 80°/195                      | -8.67%                       | [ 8 ]                        |
| 2016                         | 8,406,660                    | 22,969                       | 74°/195                      | +2.37%                       | [ 9 ]                        |
| 2015                         | 8,212,009                    | 22,498                       | 76°/195                      | +0.99%                       | [ 10 ]                       |
| 2014                         | 8,131,707                    | 22,278                       | 72°/195                      | -4.84%                       | [ 11 ]                       |

## Salidas de la estación
- Oriente: Avenida Central y Anillo Periférico Blvd. Río de los Remedios, Colonia Valle de Aragón 2a. Sección.
- Poniente: Avenida Central y Boulevard Río de los Remedios Colonia Valle de Aragón 1a. Sección.
- Además cuenta con salidas en el puente que cruza la avenida central (Carlos Hank González), el puente da continuidad a la circulación del anillo periférico, que comunica Tlalnepantla con Río Churubusco.

Ambas salidas se encuentran dentro del municipio de Nezahualcóyotl. Es una de las tres estaciones del Sistema de Transporte colectivo (Metro) que se encuentran en la zona denominada "Nezahualcóyotl Norte". Las otras estaciones son: Nezahualcóyotl e Impulsora.